# Jean Rouqueirol
« Rouqueirol » redirige ici. Pour l’article homophone, voir Roucayrol.

a Compétitions nationales et continentales officielles uniquement.

b Matchs officiels uniquement.
Jean Rouqueirol, né le 19 avril 1933 à Aramon et mort le 11 décembre 2011 à Avignon, est un joueur et entraîneur de rugby à XIII international français au poste de troisième ligne ou d'arrière.
Formé au rugby à XV puis au rugby à XIII avec ses frères Fernand et Claude, ils deviennent tous trois des joueurs de rugby à XIII. Jean est le seul à être devenu international français. Longtemps à Avignon, il poursuit sa carrière à Roanne et Marseille. Il devient par la suite entraîneur de rugby à XIII à Avignon.

## Biographie
Jean Rouqueirol naît le 19 avril 1933 à Aramon (Gard). Son père, André Rouqueirol (né à Barbentane en 1900 et mort à Courthézon en 1992), était employé SNCF, et sa mère, Marie-Louise Fabre (née à Montfavet en 1899 et décédée à Avignon en 1992), sans profession. Il a plusieurs frères sœurs dont Marie-Rose (1920-2008), René (1921-2014), Gustave (1923-2007), Juliette (1926-), Fernand (1929-2019) et Claude. J. Rouqueirol  épouse Yolande, avec qui il a deux enfants : Corinne et Yves.

### Carrière
Jean Rouqueirol est issu d'une famille treiziste ; « ses oncles, comme ses frères sont des treizistes passionnés qui portent haut et fort les couleurs de leur sport favori ».

## Palmarès

### En tant que joueur
- Collectif[2] :
  - Vainqueur de la coupe de France : 1955, 1956 (Avignon), 1962 (Roanne) et 1965 (Marseille).
  - Finaliste du championnat de France : 1957 (Avignon).
  - Finaliste de la coupe de France : 1958 et 1959[3] (Avignon).
  - Dix sélections en équipe de France entre 1956 et 1960[1].

### Coupe du monde
| Édition        | Rang      | Résultats France | Résultats Jean | Matchs Jean |
| -------------- | --------- | ---------------- | -------------- | ----------- |
| Australie 1957 | Quatrième | 1 v, 0 n, 2 d    | 0 v, 0 n, 1 d  | 1/3         |

Légende : v = victoire ; n = match nul ; d = défaite.

### Détails en sélection
| Matchs internationaux de Jean Rouqueirol | Matchs internationaux de Jean Rouqueirol | Matchs internationaux de Jean Rouqueirol | Matchs internationaux de Jean Rouqueirol | Matchs internationaux de Jean Rouqueirol | Matchs internationaux de Jean Rouqueirol | Matchs internationaux de Jean Rouqueirol | Matchs internationaux de Jean Rouqueirol | Matchs internationaux de Jean Rouqueirol | Matchs internationaux de Jean Rouqueirol | Matchs internationaux de Jean Rouqueirol | Matchs internationaux de Jean Rouqueirol |
|                                          | Date                                     | Adversaire                               | Résultat                                 | Compétition                              | Poste                                    | Points                                   | Essais                                   | Pen.                                     | Drops                                    |                                          |                                          |
| ---------------------------------------- | ---------------------------------------- | ---------------------------------------- | ---------------------------------------- | ---------------------------------------- | ---------------------------------------- | ---------------------------------------- | ---------------------------------------- | ---------------------------------------- | ---------------------------------------- | ---------------------------------------- | ---------------------------------------- |
| sous les couleurs de la France           |                                          |                                          |                                          |                                          |                                          |                                          |                                          |                                          |                                          |                                          |                                          |
| 1.                                       | 19 octobre 1955                          | Autres Nationalités                      | 19-32                                    | Coupe d'Europe                           | Troisième ligne                          | -                                        | -                                        | -                                        | -                                        |                                          |                                          |
| 2.                                       | 15 janvier 1956                          | Nouvelle-Zélande                         | 22-31                                    | Test-match                               | Troisième ligne                          | 3                                        | 1                                        | -                                        | -                                        |                                          |                                          |
| 3.                                       | 1er novembre 1956                        | Australie                                | 8-15                                     | Test match                               | Troisième ligne                          | -                                        | -                                        | -                                        | -                                        |                                          |                                          |
| 4.                                       | 10 avril 1957                            | Grande-Bretagne                          | 14-29                                    | Test-match                               | Troisième ligne                          | 2                                        | -                                        | 1                                        | -                                        |                                          |                                          |
| 5.                                       | 15 juin 1957                             | Grande-Bretagne                          | 5-23                                     | Coupe du monde                           | Troisième ligne                          | -                                        | -                                        | -                                        | -                                        |                                          |                                          |
| 6.                                       | 17 juin 1957                             | Nouvelle-Zélande                         | 14-10                                    | Coupe du monde                           | Troisième ligne                          | -                                        | -                                        | -                                        | -                                        |                                          |                                          |
| 7.                                       | 3 novembre 1957                          | Grande-Bretagne                          | 14-25                                    | Test-match                               | Troisième ligne                          | -                                        | -                                        | -                                        | -                                        |                                          |                                          |
| 8.                                       | 2 mars 1958                              | Grande-Bretagne                          | 9-23                                     | Test-match                               | Arrière                                  | -                                        | -                                        | -                                        | -                                        |                                          |                                          |
| 9.                                       | 1er mars 1959                            | Pays de Galles                           | 25-8                                     | Test-match                               | Troisième ligne                          | 3                                        | 1                                        | -                                        | -                                        |                                          |                                          |
| 10.                                      | 14 mars 1959                             | Grande-Bretagne                          | 15-50                                    | Test-match                               | Troisième ligne                          | -                                        | -                                        | -                                        | -                                        |                                          |                                          |

#### Détails en club
| Saison    | Saison          | Championnat           | Championnat | Coupe           | Coupe      | Sélection | Sélection | Sélection | Sélection | Sélection | Sélection | Sélection |
| Saison    | Saison          | Comp.                 | Class.      | Comp.           | Class.     | Comp.     | M         | Pts       | Ess.      | Buts      | Dp.       |           |
| --------- | --------------- | --------------------- | ----------- | --------------- | ---------- | --------- | --------- | --------- | --------- | --------- | --------- | --------- |
| 1954-1955 | SO Avignon      | Championnat de France | 1/2 finale  | Coupe de France | Vainqueur  |           |           |           |           |           |           |           |
| 1955-1956 | SO Avignon      | Championnat de France | 1/2 finale  | Coupe de France | Vainqueur  | CE        | 2         | 3         | 1         | -         | -         |           |
| 1956-1957 | SO Avignon      | Championnat de France | Finaliste   | Coupe de France | 1/2 finale | CM        | 4         | 2         | -         | 1         | -         |           |
| 1957-1958 | SO Avignon      | Championnat de France | 1/2 finale  | Coupe de France | Finaliste  |           | 2         | -         | -         | -         | -         |           |
| 1958-1959 | SO Avignon      | Championnat de France | 1/2 finale  | Coupe de France | Finaliste  |           | 2         | -         | 1         | -         | -         |           |
| 1959-1960 | SO Avignon      | Championnat de France | 7e          | Coupe de France | 1/8 finale |           |           |           |           |           |           |           |
| 1960-1961 | RC Roanne       | Championnat de France | Finaliste   | Coupe de France | 1/2 finale |           |           |           |           |           |           |           |
| 1961-1962 | RC Roanne       | Championnat de France | 1/4 finale  | Coupe de France | ?          |           |           |           |           |           |           |           |
| 1962-1963 | RC Roanne       | Championnat de France | 1/2 finale  | Coupe de France | 1/4 finale |           |           |           |           |           |           |           |
| 1963-1964 | Celtic de Paris | Championnat de France | 16e         | Coupe de France | 1/8 finale |           |           |           |           |           |           |           |
| 1964-1965 | RC Marseille    | Championnat de France | 9e          | Coupe de France | Vainqueur  |           |           |           |           |           |           |           |
| 1965-1966 | RC Marseille    | Championnat de France | Barrage     | Coupe de France | 1/4 finale |           |           |           |           |           |           |           |
| 1966-1967 | RC Marseille    | Championnat de France | 1/4 finale  | Coupe de France | 1/4 finale |           |           |           |           |           |           |           |
| 1967-1968 | SO Avignon      | Championnat de France | 1/2 finale  | Coupe de France | 1/4 finale |           |           |           |           |           |           |           |
| 1968-1969 | SO Avignon      | Championnat de France | 1/4 finale  | Coupe de France | 1/8 finale |           |           |           |           |           |           |           |
| 1969-1970 | SO Avignon      | Championnat de France | 1/4 finale  | Coupe de France | 1/4 finale |           |           |           |           |           |           |           |

### En tant qu'entraîneur
- Collectif :
  - Vainqueur de la coupe de France : 1982 (Avignon).
  - Finaliste de la coupe de France : 1959[3] (Avignon).